# Supersport-VM 2006
Supersport-VM 2006 vanns av fransmannen Sébastien Charpentier på en Ten Kate Honda CBR600RR.

## Delsegrare
| Bana           | Vinnare               | Märke  |
| -------------- | --------------------- | ------ |
| Losail         | Sébastien Charpentier | Honda  |
| Phillip Island | Sébastien Charpentier | Honda  |
| Valencia       | Sébastien Charpentier | Honda  |
| Monza          | Yoann Tiberio         | Honda  |
| Silverstone    | Sébastien Charpentier | Honda  |
| Misano         | Massimo Roccoli       | Yamaha |
| Brno           | Kevin Curtain         | Yamaha |
| Brands Hatch   | Broc Parkes           | Yamaha |
| Assen          | Kenan Sofuoglu        | Honda  |
| Lausitzring    | Kenan Sofuoglu        | Honda  |
| Imola          | Sébastien Charpentier | Honda  |
| Magny-Cours    | Sébastien Charpentier | Honda  |

## Slutställning
| Plats | Förare                | Märke  | Poäng |
| ----- | --------------------- | ------ | ----- |
| 1     | Sébastien Charpentier | Honda  | 194   |
| 2     | Kevin Curtain         | Yamaha | 187   |
| 3     | Kenan Sofuoglu        | Honda  | 157   |
| 4     | Broc Parkes           | Yamaha | 145   |
| 5     | Robbin Harms          | Honda  | 117   |
| 6     | Massimo Roccoli       | Yamaha | 96    |
| 7     | Yoann Tiberio         | Honda  | 80    |
| 8     | Johan Stigefelt       | Honda  | 70    |
| 9     | Gianluca Vizziello    | Yamaha | 69    |
| 10    | Javier Fores          | Yamaha | 49    |